# 質量欠損
質量欠損（しつりょうけっそん、英: mass defect）とは、原子核の質量とそれを構成する核子が自由な状態にあったときに観測される質量の和との差である。原子核の結合エネルギーの大きさを質量の単位で表したものである。原子核反応に伴うエネルギー放出の大きさを計算したり、原子核の安定性を議論したりする際などに用いられる。単位は MeV/c² などで示される。
結合エネルギーによって質量が増減するのは、原子核だけに限らず化学反応等でも生じる。さらには結合エネルギーに限った話ではなく、あらゆるエネルギーの生成や消費に伴い質量は増減する。しかしながら原子核の場合には全体の質量に対する増減の割合が大きいために特に重要とされる。

## 定義
ある核種について、その原子核の質量をM、質量数をA、原子番号をZとし、単体の陽子および中性子の質量をそれぞれMp、Mnとしたときに、質量欠損Bは、
{\displaystyle B=M_{\mathrm {p} }Z+M_{\mathrm {n} }(A-Z)-M}
である。

## 質量欠損の起源
自由な陽子と中性子を融合させると、その結合エネルギーに相当する約2.2 MeVのガンマ線を放出することが知られている。一方、重水素の原子核（重陽子）の質量を測定すると、陽子と中性子がそれぞれ別々に存在するときに観測される質量の和よりも約2.2 MeV/c²だけ軽い値となる。アインシュタインの特殊相対性理論によれば、質量とエネルギーは等価であり、E=mc²の関係が存在する。質量欠損は原子核の結合エネルギーが質量の減少という形で観測されるものであると考えられており、実際の測定結果も非常に良い一致を見せている。原子核の結合エネルギーの大きさは、質量公式によって説明される。

### Bethe-Weizsäckerの質量公式
原子核の結合エネルギーを液滴模型の考えかたを用い、実験的に求めた質量を再現するようパラメータを求める半実験式として、ベーテ・ヴァイツゼッカーの質量公式がある。

### ハイゼンベルクの谷
縦方向を陽子数、横方向を中性子数、高さ方向を核子あたりの結合エネルギーの正負を反転したものにとって三次元のグラフにすると、安定同位体に沿って谷状の形状を示す。これをハイゼンベルクの谷と呼んでいる。核図表も参照。

## 原子核の安定性と質量欠損
ある原子核が安定であるかどうかということを考える際に、質量欠損を用いて議論することが出来る。

### 原子核崩壊に対する安定性
本項では、例としてある原子核がアルファ崩壊に対して安定であるかどうかということを質量欠損を用いて考えてみることとする。
アルファ崩壊は、原子核がアルファ粒子（ヘリウム原子核）を放出して、原子番号が2、質量数が4だけ少ない原子核に変換する反応である。この反応が起こるためには、アルファ粒子を放出するだけのエネルギーをどこかから持ってこなければならない。通常この反応が起こるのは、元の原子核（親核などと呼ばれる）の質量欠損が、崩壊した後の核種（娘核と呼ぶ）の質量欠損とヘリウム原子核の質量欠損を足したものよりも小さい場合に限られる。質量欠損の差により生じる余剰なエネルギーこそがアルファ崩壊を起こす源なのである。とはいっても、原子核の崩壊を引き起こすためには、通常かなり高いポテンシャル障壁を超えなければならないので、アルファ崩壊に対して不安定な核種だからといって直ちに崩壊するということは無い。ある確率によっておこるトンネル効果でポテンシャル障壁をすり抜けた場合のみ崩壊が起こるので、一般にアルファ崩壊が起こるのにはかなり長い時間がかかり、半減期が数万年から億年以上という核種も少なくない。
上記の議論は原子力発電や原子爆弾などで利用されている原子核分裂の場合も同様に考えることが出来る。アルファ崩壊の場合には、分裂後の片方の原子核がヘリウム原子核に固定されていたが、原子核分裂では、分裂によって生じる核がそれに限らず、またいくつかの自由な中性子なども同時に生じるという点が異なるだけである。また、ベータ崩壊やベータプラス崩壊、軌道電子捕獲などの他の原子核崩壊の場合にも基本的には同様である。ただし、それらは原子核のほかに電子もかかわる反応であるから、電子の質量分のエネルギーも考慮に入れなければならない。
自然界に存在する原子核は、ほぼ基底状態（その核種の採りうるエネルギー状態のうちで最もエネルギーが小さい＝質量欠損が大きく安定な状態）で存在する。ごく稀に放射線などの影響で励起状態（基底状態よりもエネルギーが大きい状態。外からエネルギーを加えることによって生ずる）になることがあってもガンマ崩壊（原子核がガンマ線を放出してよりエネルギーの低い状態に移行すること。）によって、直ちに基底状態に移行する。とはいっても励起状態は通常よりも原子核の持つエネルギーが大きい状態であるから、その分だけ質量欠損は減少した状態である。したがって励起状態の核が、上記のアルファ崩壊等を起こす条件を満たしていると、ある確率で原子核崩壊が起こり、核種が変換することがある。

## 質量超過
中性原子の重さから、その原子の質量数Aの原子質量単位倍を引いたものを質量超過（しつりょうちょうか、英: mass excess）と呼ぶ。あるいは、電子の質量および束縛エネルギーを含まない形として、原子核の重さから原子核の質量数の原子質量単位倍を引いたものをさす場合もある。
質量超過の正負を反転したものは、質量偏差（）と呼ばれる量である。質量偏差の値を質量数Aで割ったものを比質量偏差と呼ぶ。
文献等によっては、質量欠損が質量超過の正負を反転した質量偏差の意味で用いられることがあったため、質量超過が用いられるようになった。